# エミットスイミンシステム
エミットスイミンシステムは、パナソニック電工が開発した、快適な睡眠への室内環境を作る自動制御システムのことである。
- ぐっすり睡眠コース
- 眠気スッキリコース